# Привидения (пьеса)
«Привиде́ния» (норв. Gengangere) — пьеса Генрика Ибсена, впервые поставленная в 1882 году. Написана на датском языке летом и осенью 1881 года в Сорренто.
Одна из самых мрачных пьес Ибсена, «Привидения» посвящены трагедии распада буржуазной семьи. Автор затрагивает целый клубок запретных в викторианском обществе тем: коррумпированность церкви, венерические заболевания, инцест, эвтаназия. В связи с этим постановки пьесы в разных странах сопровождались скандалами, а многие книготорговцы возвращали экземпляры «аморальной» пьесы автору.

## Персонажи
- Фру Элене Алвинг, вдова капитана и камергера Алвинга
- Освальд Алвинг, её сын, художник
- Пастор Мандерс
- Столяр Энгстран
- Регина Энгстран, живущая в доме фру Алвинг

## Сюжет
Действие первое. На средства фру Элене Алвинг должен открыться приют в память о её муже. По этому поводу из города приезжает пастор Мандерс, немолодой, но достаточно наивный и мыслящий социальными штампами человек. В это же время в родном доме оказывается и сын супругов Алвинг Освальд, который какое-то время жил в Париже и пробовал себя на художественном поприще. Мандерс готовится к выступлению на открытии приюта, но перед этим он решает назидать Элене. Тогда женщина откровенно рассказывает о причинах, побудивших её к открытию приюта — капитан Алвинг отнюдь не был примерным семьянином и благодетелем округи, а лишь пьяницей и развратником. Служанка Алвингов Регина Энгстран — на самом деле его внебрачная дочь. В приют фру Алвинг решила вложить все деньги капитана, чтобы наследство, полученное её сыном, состояло лишь из накопленных ей за жизнь сбережений. Неожиданно пастор и вдова слышат, как Освальд пытается обнять служанку, тогда Элене в голову неожиданно приходят воспоминания о том, как её муж обнимал горничную — мать Регины. Это для неё словно привидения прошлого.
Действие второе. Фру Алвинг подробно рассказывает пастору историю о своём муже и горничной. Мандерс в ужасе от двух вещей — от того, что обвенчал столяра Энгстрана с «падшей женщиной», и от того, что горничная получила отступное. Тогда вдова обвиняет пастора в том, что тот содействовал тому, что она была вынуждена жить с «падшим мужчиной». Оказывается, что через год после свадьбы Элене покинула мужа и пришла к пастору со словами «Вот я, возьми меня!» Пастор смущенно замечает, что никогда не относился к фру Алвинг кроме как к жене другого мужчины. Женщина ставит это под сомнение, но тему не продолжает. Элене размышляет о том, что возможно её сына стоило бы женить на Регине, но эта мысль приводит пастора в ужас. Появляется столяр Энгстран, которого Мандерс пытается отчитывать за произошедшее. Но тот заявляет, что все деньги были истрачены сугубо на воспитание дочери его жены. Мандерс утешается этим и уходит провести молебен в приюте. Тем временем приходит Освальд. Он рассказывает матери о своём заболевании. По мнению доктора, который его обследовал в Париже — это следствие распутного образа жизни его отца. Это как гром среди ясного неба для вдовы. Внезапно Освальд говорит, что желает поехать с Региной в Париж. Фру Алвинг вынуждена согласиться с этим. Неожиданно загорается приют.
Действие третье. Мандерс и Энгстран собираются уезжать. Столяр убеждает пастора, что деньги, находившиеся в фонде для приюта, можно использовать для заведения для моряков. Тем временем фру Алвинг остаётся с Освальдом и Региной. Сперва речь заходит о болезни юноши, а затем вдова открывает им обоим тайну происхождения Регины. Девушка решает покинуть дом Алвингов, мотивируя это тем, что не хочет быть сиделкой при больном, и тем, что её не воспитали здесь как дочь благородного человека. Мать и сын остаются одни. Наступает утро, и у Освальда внезапно происходит приступ.

## Анализ
В ибсеноведении «Приведения» часто рассматриваются в паре с предыдущей пьесой «Кукольный дом». Разбирая кризис семейных отношений, Ибсен моделирует в «Привидениях» ситуацию, когда жена не рвёт связей с мужем (как Нора в «Кукольном доме»), а остаётся в семье.
Как пишет М. Валенси, драматурги прежних лет (со времён Древней Греции) видели истоки трагедии в нарушении морального кодекса, тогда как Ибсен первым увидел и показал трагедию не нарушения морального кодекса — тем самым открыв принципиально новую страницу в истории драматургии.

## В массовой и мировой культуре

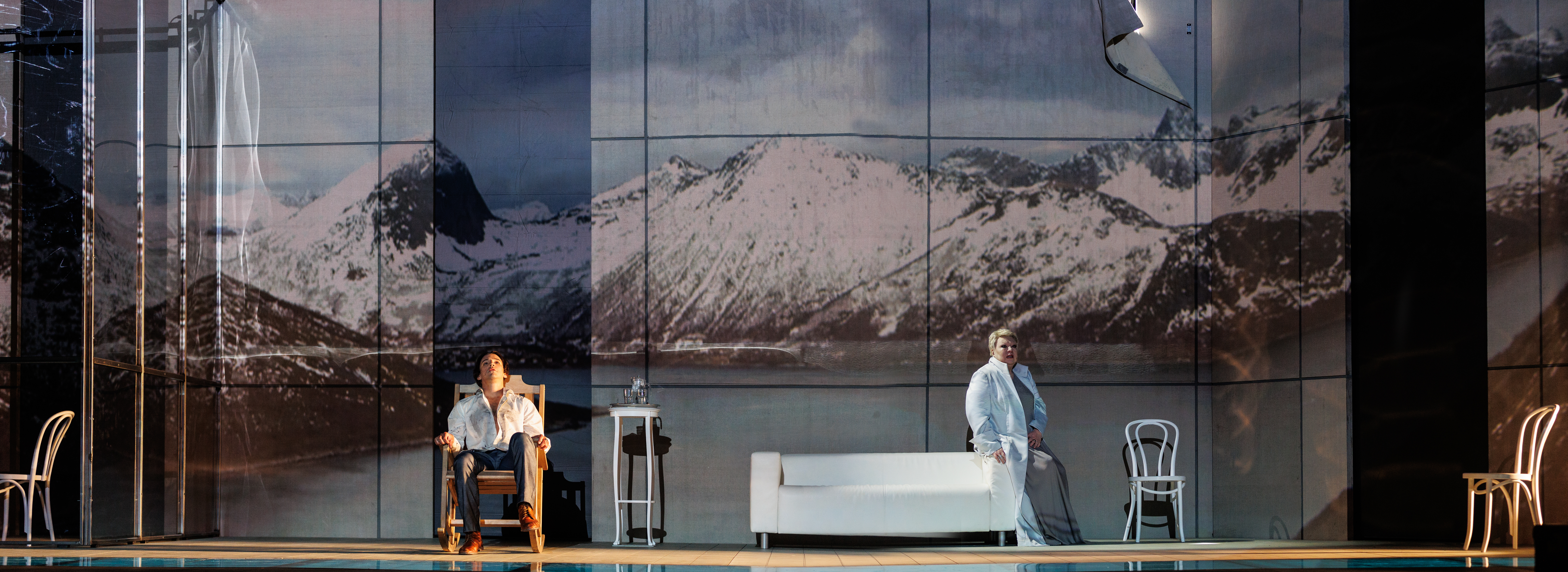
Иван Федорук и Светлана Крючкова в постановке «Привидений» в БДТ им. Товстоногова в июне 2022 года, режиссёр Роман Мархолиа

### Постановки
Первая постановка осуществлена скандинавской труппой в Чикаго в 1882 году. В Дании первое представление пьесы состоялось лишь в 1903 году. Сценографом берлинской постановки 1906 года выступил Эдвард Мунк.
В России пьеса была долгое время запрещена (ввиду критического освещения роли церкви) и в итоге поставлена только 7 января 1904 года в Санкт-Петербурге в театре Неметти. 24 октября того же года состоялось представление «Привидений» в драматическом театре Веры Фёдоровны Комиссаржевской. Во Художественном театре премьера состоялась 31 марта 1905 года под художественным руководством К. С. Станиславского и В. И. Немировича-Данченко. В Малом театре пьеса была поставлена в 1909 году. Переведена пьеса на русский язык Анной и Петром Ганзен.
В Нью-Йорке на Бродвее осенью 1936 года шёл спектакль «Привидения» с участием Аллы Назимовой, среди зрителей которого был и 25-летний Теннесси Уильямс; потрясающая сила игры актрисы произвела на него такое впечатление, что это побудило молодого человека вступить на поприще драматургии.
В 1915 г. на экраны вышли первые киноверсии «Привидений»: в США пьесу экранизировала компания Д. У. Гриффита, а в России — Владимир Гардин. В итальянской киноверсии 1918 года главные роли исполнили Эрмете Цаккони и его жена.
В декабре 2016 года в Москве состоялась премьера иммерсивного шоу «Вернувшиеся», в основу которого положена пьеса Ибсена. Режиссерами стали участники американской театральной компании Jorney Lab Виктор Карина и Мия Занетти и Мигель, хореограф-постановщик и наставник шоу «Танцы» на ТНТ.
В июне 2022 года свою версию спектакля на сцене петербургского БДТ им. Товстоногова представил режиссёр Роман Мархолиа, в главных ролях Светлана Крючкова, Иван Федорук, Игорь Волков.

### Упоминания в других произведениях
Сюжетная линия одного из персонажей немецкого сериала «Тьма» — Регины Тидеманн пересекается с сюжетной линией Регины Энгстран из «Привидений». Также Регина Тидеманн несколько раз обсуждает «Привидение» с другими персонажами сериала.